# Luis Emeterio Torres
José Luis Emeterio Torres Meléndez (3 de marzo de 1844 - 9 de septiembre de 1935) fue un militar mexicano que participó en la Revolución mexicana. Nació en el mineral de Guadalupe y Calvo, Chihuahua, siendo hijo de José del Rayo Torres Sáenz y de Francisca Meléndez Sánchez, aunque luego se estableció en Sinaloa.  
Se dedicó a la carrera militar y peleó contra la Segunda Intervención Francesa en México. Fue dado de baja del Ejército Mexicano por sublevarse contra las autoridades estatales; se unió al Plan de la Noria, de Porfirio Díaz, y posteriormente al Plan de Tuxtepec. Con el respaldo de Díaz atacó al gobierno de Ignacio Pesqueira en Sonora, formando un grupo en el que practicaban Ramón Corral y Rafael Izábal. A partir de 1879 fue gobernador en el estado de Sonora por cinco periodos constitucionales, hasta el 27 de mayo de 1911. Durante la etapa de gobernador dominó no sólo el estado de Sonora sino también de Sinaloa, y los territorios de Tepic y Baja California.  
De hecho, en 1887 había sido nombrado jefe político y comandante militar de Baja California, a la que sujetó a una reorganización total, igual que a Sonora principalmente. Luchó contra los yaquis, siendo artífice de la política de expulsión y despojo de tierras. De 1904 a 1908 fue senador por Morelos. Al triunfo del Maderismo radicó en Los Ángeles, California, Estados Unidos, donde murió el 9 de septiembre de 1935.